# Characoma stictigrapta
Espèce
Characoma stictigrapta (noctuelle du cacao) est une espèce d'insectes de l'ordre des lépidoptères (papillons), de la famille des Nolidae, originaire d'Afrique.

## Distribution
L'aire de répartition de Characoma stictigrapta se limite à l'Afrique subsaharienne, en particulier en Afrique occidentale et centrale.
Elle comprend notamment les pays suivants :
Afrique du Sud, Cameroun, Congo-Kinshasa, Côte d'Ivoire, Ghana, Guinée, Nigeria.

## Biologie

### Plantes hôtes
Les plantes hôtes de Characoma stictigrapta se limitent à la famille des Malvaceae, notamment dans les genres Cola, Sterculia et Theobroma (cacaoyer).